# KBM Motorfahrzeuge
Die KBM Motorfahrzeuge GmbH & Co. KG (KBM) ist ein 1924 gegründetes Autohandels- und Werkstattunternehmen mit Hauptsitz in Neuwied und weiteren Standorten. KBM vertreibt die Marken Mercedes-Benz, smart und Fuso und bietet auch Serviceleistungen an. Das Unternehmen beschäftigt nach eigenen Angaben über 500 Mitarbeiter und erwirtschaftete im Jahr 2018 einen Umsatz von 231,2 Mio. Euro.

## Geschichte

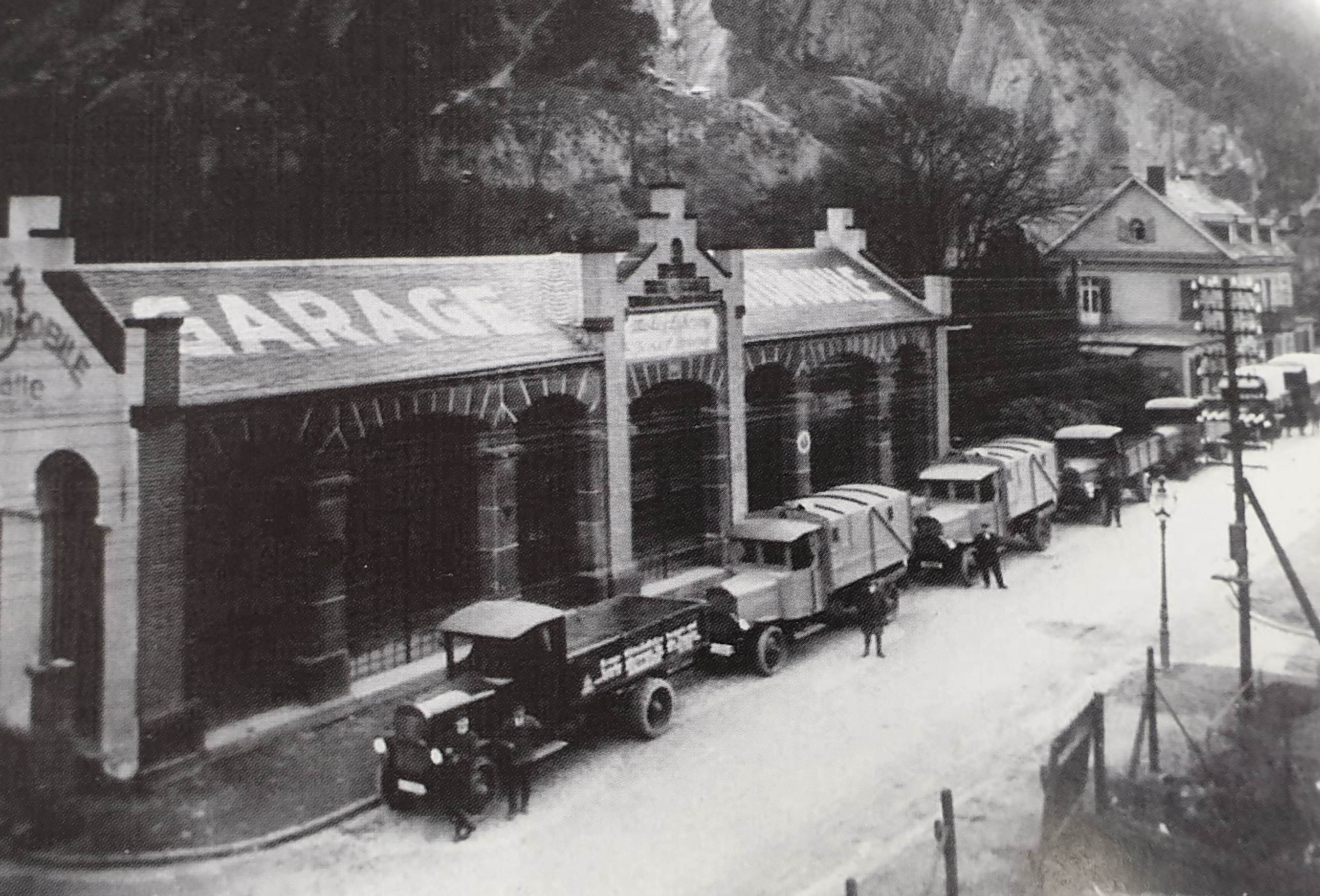
Gründungsgelände in Andernach (1924)

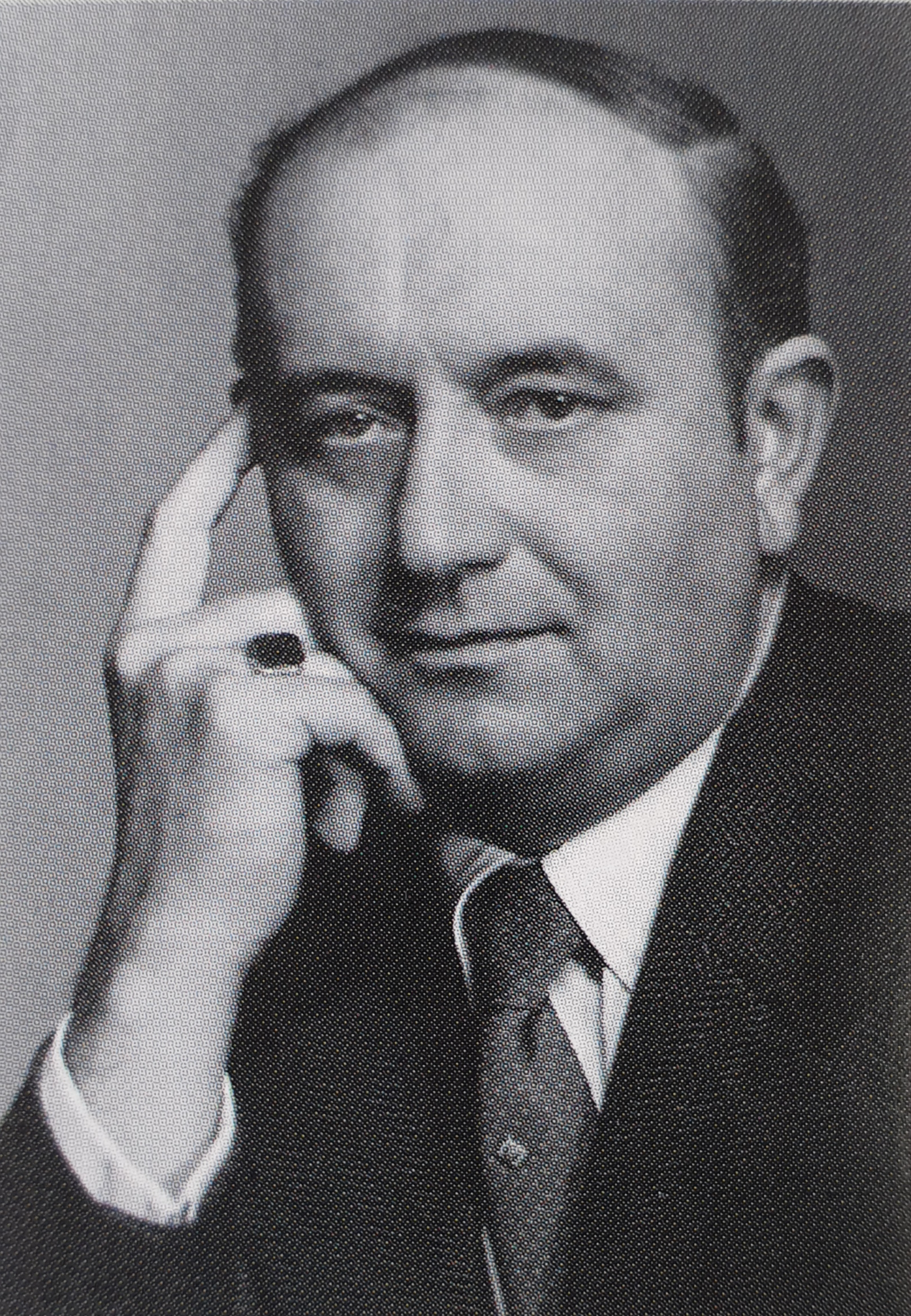
Unternehmensgründer Karl Breisig (1924)

1924 gründete Karl Breisig auf dem Gelände einer Steinmetzwerkstatt nahe dem Rheinufer in Andernach einen Kraftfahrzeugbetrieb. Es begann eine Partnerschaft zwischen der damaligen Daimler-Benz AG und Karl Breisig Motorfahrzeuge. In den 1930er- und 1940er-Jahren entwickelte sich das Familienunternehmen zu einer Vertretung der Daimler-Benz AG.
1960 beschäftigte das Unternehmen über 100 Mitarbeiter. 1962 entstand ein Zweigbetrieb in Mayen. Karl Breisig übertrug 1963 die Geschäfte an seinen Schwiegersohn Franz Jolas. 1973 wurde in Sinzig ein weiterer Betrieb errichtet. Der ursprüngliche Firmenname Karl Breisig Motorfahrzeuge wurde in Kraftfahrzeugbetriebe Mittelrhein abgeändert, woraus sich die Abkürzung KBM ableitet. Im selben Jahr wurde ein neuer Betrieb in Neuwied eröffnet. Ende der 1970er-Jahre erfolgte der Umzug in einen Neubau im Industriegebiet von Neuwied. Zum damaligen Zeitpunkt beschäftigte KBM 260 Mitarbeiter, davon 45 Auszubildende.
Anfang der 1980er-Jahre erfolgte der Umbau des Betriebes in Andernach. Zusätzlich zum neuen Verkaufshaus für Neuwagen entstand eine Gebrauchtwagenausstellung, in dieser wurde das gesamten Gebrauchtwagen-Angebots der KBM-Betriebe Andernach, Mayen, Sinzig und Neuwied zusammengefasst. 1986 wurde in Bad Neuenahr-Ahrweiler der fünfte Betrieb eröffnet.
1992 erwarb das Unternehmen ein Gebäude im Industriegebiet von Neuwied, vor dem unter dem Namen KBM Autopark eine Ausstellungsfläche für Gebrauchtwagen – PKW, LKW und Transporter – entstand. KBM beschäftigte zu diesem Zeitpunkt über 250 Mitarbeiter. 1996 wurde der Betrieb Neuwied mit dem Prädikat „Service mit Stern“ ausgezeichnet. 1998 wurde in Zusammenarbeit mit der MCC smart GmbH das smart-centers Mittelrhein auf dem Gelände des Neuwieder Betriebs eröffnet. 1999 übernahm KBM das Autohaus Collée (Mercedes-Benz-Vertreter der Daimler Chrysler AG) in Limburg.
Im Jahr 2000 kaufte KBM das Autohaus Buchholz (Vertragswerkstatt der DaimlerChrysler AG) in Weilburg. 2001 übernahm die KBM die Zech Automobilgesellschaft mbH (Mercedes-Benz-Vertragswerkstatt) in Westerburg. 2001 wurde der Betrieb in Limburg und 2009 die Lkw-Werkstatt in Weilburg neu gebaut. 2005 starb der frühere Geschäftsführer Franz Jolas im Alter von 71 Jahren. 2013 wurde das Mercedes-Benz Autohaus Alzeyer Automobil GmbH übernommen und KBM übernahm die UNIMOG Generalvertretung für Rheinland-Pfalz und das Saarland. Seit 2015 ist zudem die Taunus-Auto-Verkaufs-GmbH Teil der KBM-Gruppe.

## Übernahme durch Merbag
Zum 1. April 2025 wurde die KBM Motorfahrzeug GmbH & Co. KG in die Merbag Holding GmbH integriert, eine Tochtergesellschaft der Schweizer Merbag-Gruppe mit Sitz in Schlieren bei Zürich. Die Akquisition umfasst alle 13 Standorte der KBM in Rheinland-Pfalz und Hessen. Rund 900 Mitarbeitende sind von dem Zusammenschluss betroffen.
Mit dieser Übernahme verstärkte Merbag ihre Präsenz auf dem deutschen Markt erheblich und steigert die Zahl ihrer Standorte deutschlandweit signifikant. Standorte der KBM befinden sich in Andernach, Bad Neuenahr-Ahrweiler, Mayen, Sinzig, Westerburg in Rheinland-Pfalz, sowie Weilburg und Limburg in Hessen. Europaweit wächst das Netzwerk auf insgesamt 63 Betriebe. Seit der Übernahme ist die KBM kein Familienbetrieb mehr, sondern Teil der Merbag-Gruppe. Ab dem 1. September 2025 soll die Umbenennung der KBM in „Merbag“ vollzogen werden.